# Station Malles-Mals
Station Malles-Mals is een spoorwegstation in Mals (Malles Venosta) (Zuid-Tirol, Italië) op de spoorlijn van de stad Meran (Merano) naar Mals, ook bekend als de Vintzgouwspoorlijn (Ferrovia della Val Venosta). Vanaf Mals was de Reschenscheideck-spoorlijn naar Landeck gepland.
Het station werd samen met de Vintzgouwspoorlijn in 1906 geopend, maar in 1991 werd het reizigersverkeer op de lijn gestaakt. Na 14 jaar te zijn gesloten werd het in 2005 heropend.
De stationsnaam wordt volgens de regels van Trenitalia in het Italiaans aangegeven, gevolgd door het Duits als lokale taal.